# OUM
Pour les articles homonymes, voir Oum.
Oum El Ghaït Benessahraoui, (en arabe : أم الغيث بن الصحراوي), dite Oum, née le 18 avril 1978, à Casablanca est une auteure-compositrice-interprète marocaine. Considérée comme une ambassadrice de la culture marocaine, elle mêle, dans ses chansons, les influences hassani, jazz, gospel, soul, afrobeat et musique soufie.

## Biographie
Très jeune, Oum rejoint une chorale de gospel, où elle interprétera à quatorze ans ses premiers solos avec une voix qui impressionne les auditeurs. À 17 ans, avec son premier titre Tel est ton cœur qu'elle a écrit pour soutenir l'opération caritative Les malades du cœur, elle fait avec succès ses premiers pas à la télévision. En 1996, elle entre à l'École nationale d'architecture à Rabat. Elle poursuivra ses études jusqu'en 2002. Parallèlement, elle commence à se produire en public. Avec une voix puissante et expressive, elle reprend le répertoire d'Aretha Franklin, d'Ella Fitzgerald ou de Whitney Houston.
En 2002, elle est remarquée par Philippe Delmas qui l'invite à Paris. Pendant deux ans, elle alterne séances d’enregistrements et concerts à Casablanca avec le groupe Brotherwood. Mais, en 2004, elle met fin à son expérience parisienne. De retour au Maroc, elle va à la rencontre de nouveaux univers : le gnaoui et le hassani. Elle se produit avec Barry, un musicien qui évolue dans la fusion, sur les scènes du Festival des Gnaouas d'Essaouira, du Tanjazz de Tanger ainsi que du BAM (ca) de Barcelone. Oum, qui a grandi à Marrakech, est une chanteuse de musique soul, mélangée avec des influences comme la poésie hassanya (culture du désert marocain) et les rythmes africains.
Son premier album Lik' Oum est présenté à Casablanca en mai 2009. Whowa, premier single de son deuxième album Sweerty, est sorti avec un clip vidéo en janvier 2010. En juillet 2012, elle a sorti Harguin une collaboration avec Blitz the Ambassador sur le thème de l'immigration clandestine en provenance d'Afrique sub-saharienne. Sweerty est sorti en 2012. Oum est invitée au siège de l'UNESCO à Paris à l'occasion de la Journée internationale des femmes pour donner un concert le 7 mars 2012. Elle est aussi invitée en juin 2013 au Festival Gnaoua et Musiques du Monde d'Essaouira (Maroc).
En septembre 2015, elle sort son quatrième album : Zarabi qui signifie « tapis » en arabe dialectal marocain (darija) et est un hommage aux tisseuses de tapis du village de M'Hamid El Ghizlane. Elle y est accompagnée du oudiste Yacir Rami, du percussionniste Rhani Krija (de), du contrebassiste Damian Nueva et du trompettiste Yelfris Valdes tous deux originaires de Cuba.

## Discographie

### Singles
- 2003 : Oum featuring Barry - Dear Mamma
- 2004 : Hamdoullah
- 2004 : Daym Allah
- 2004 : Africa
- 2005 : Humilité
- 2008 : La Ti’ass feat. H. Kayne
- 2009 : Hip Hop Exchange Featuring H-Kayne & Tote King
- 2009 : Lik (2009)
- 2010 : Oum featuring Don Bigg - Lik
- 2013 : Taragalte (Soul of Morocco)
- 2017 : Kekkai Sensen & Beyond Original Soundtrack : Ghadi Tji (You'll Be Here) feat. Oum